# Roberto Montenegro

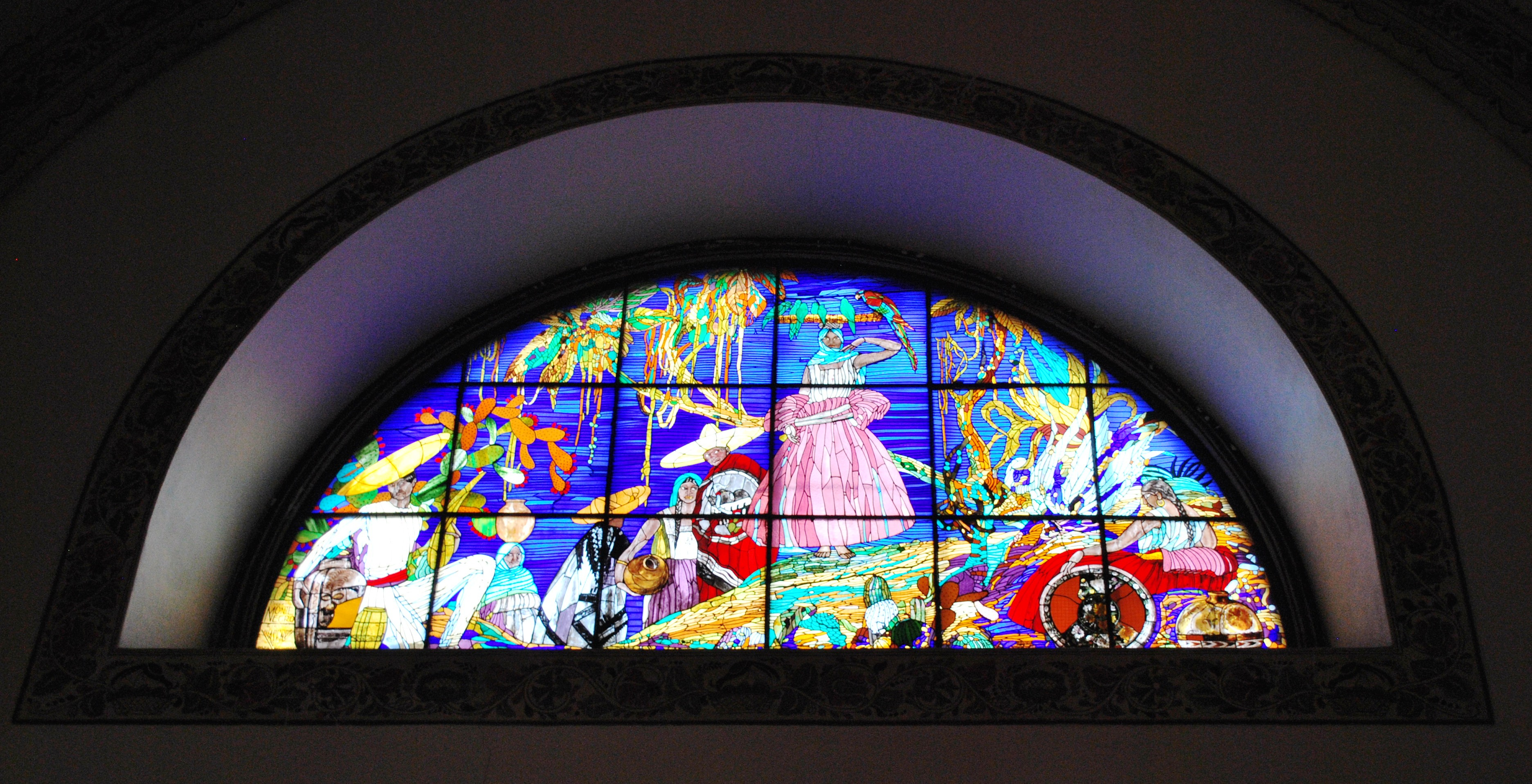
Vitral por Roberto Montenegro.

Roberto Montenegro Nervo (Guadalajara, 19 de fevereiro de 1887 - Cidade do México, 13 de outubro de 1968) foi um pintor, ilustrador e cenógrafo mexicano.